# The New Kingdom
Albums de Venturia
Hybrid
(2008)
The New Kingdom est le premier album de Venturia, sorti en 2006.

## Liste des morceaux
1. New Kingdom (5:31)
2. The Unholy One (4:09)
3. Words of Silence (5:56)
4. Take Me Down (4:15)
5. Fallen World (Is There a Reason?) (6:13)
6. Walk On To The Daylight (4:14)
7. Candle of Hope Through a Night of Fears (6:05)
8. Dear Dead Bride (8:22)

## Composition du groupe pour l'enregistrement
- Lydie Robin (chant)
- Marc Ferreira (chant)
- Charly Sahona (guitare, claviers)
- Thomas James (basse)
- Kevin Codfert (claviers)
- Diego Rapacchietti (batterie)